# Jesse L. Lasky Feature Play Company
La Jesse L. Lasky Feature Play Company è stata una casa di produzione cinematografica fondata nel 1913 da Jesse L. Lasky e Samuel Goldwyn. Il primo film prodotto dalla compagnia è stato anche il primo lungometraggio girato a Hollywood, The Squaw Man, diretto da Cecil B. DeMille e Oscar Apfel. Nel 1916 la società è confluita nella Famous Players-Lasky Corporation.